# Diophtalma
Diophtalma is een geslacht van vlinders van de familie prachtvlinders (Riodinidae), uit de onderfamilie Riodininae.

## Soorten
- D. hyphea (Cramer, 1776)
- D. telegone (Boisduval, 1836)